# 44e régiment d'infanterie coloniale
Le 44e Régiment d'Infanterie Coloniale est une unité de l'armée française.
C'est un régiment colonial de réserve, créé en août 1914 et rattaché au 24e Régiment d'Infanterie Coloniale.

## Création
- Création en août 1914
- 21 décembre 1918 : dissolution

## Drapeau du régiment
Il porte les inscriptions:
- La Somme 1916
- MONASTIR 1916

## Historique

### Première Guerre mondiale

#### Affectation
- 150e Division d'Infanterie en août 1914 à juin 1915
- 16e Division d'Infanterie Coloniale de juin 1915 à novembre 1916
- 11e Division d'Infanterie Coloniale de novembre 1916 à août 1918
- 75e Division d'Infanterie d'août à novembre 1918

#### 1914
- août - septembre : secteur de la Meuse, Darmont, Heippes.
- octobre - novembre : secteur de Saint - Mihiel.
- décembre : secteur de l'Argonne.

#### 1915
- janvier - août: secteur de l'Argonne, en février Bataille de Vauquois, Boureuilles.
- septembre - novembre : Participe à la 2e Bataille de Champagne à Perthes-Lès-Hurlus, secteur de la Marne, Main de Massige

#### 1916
- janvier - août : secteur de la Somme, participe à la Bataille de la Somme, le 1er juillet à Frise ;

du 10 juillet au 21 août : Biaches, Barleux.
- septembre : Embarquement pour Salonique, fait partie de l'Armée d'Orient.

#### 1917
- toute l'année à l'Armée d'Orient au nord est de Monastir.

#### 1918
- janvier - juillet : région de Monastir.
- août - novembre : Serbie, le 14 septembre le régiment est sur la rive droite de la Cerna.

### Seconde Guerre mondiale
Voir Raoul Salan#Seconde Guerre mondiale (1939-1945)
- mai-juin 1940, en position défensive le long de la Somme, à l'ouest d'Amiens.
- 5 et 6 juin 1940, massacre de 134 tirailleurs par les Allemands, sur le territoires des communes de Crouy-Saint-Pierre et Saint-Pierre-à-Gouy, dans le département de la Somme[2],[3].

## Hommages
A Crouy-Saint-Pierre se trouve la rue du 44e Régiment de Tirailleurs sénégalais, afin de rendre hommage à sa lutte  contre l'ennemi des 5 et 6 juin 1940. Le 11 septembre 2021 est inaugurée au carrefour de cette rue et de la rue de la Croix une statue représentant un tirailleur sénégalais, œuvre d'Olivier Briquet, en mémoire du massacre de 1940,,.

## Sources et bibliographie
- Historique du 44e régiment d'infanterie coloniale, Perpignan, impr. de Barrière & Cie, 1920, 15 p., lire en ligne sur Gallica.
- Thierry Chion, Massacrés ! : Le triste sort des soldats africains et indochinois en Picardie et Normandie, Les Choucas, 2020 (ISBN 9782957044535, présentation en ligne).